# Иля-Тарасъярви
И́ля-Та́расъя́рви (фин. Ylä Torasjärvi) — озеро на территории Найстенъярвского сельского поселения Суоярвского района Республики Карелия.

## Общие сведения
Площадь озера — 1,4 км², площадь водосборного бассейна — 988 км². Располагается на высоте 148,7 метров над уровнем моря.
Форма озера лопастная, продолговатая: вытянуто с северо-запада на юго-восток. Берега изрезанные, каменисто-песчаные, местами заболоченные.
Через озеро протекает река Тарасйоки.
В озере расположены четыре острова различной площади.
Населённые пункты возле озера отсутствуют. Ближайший — посёлок Тойвола — расположен в 3,5 км к юго-востоку от озера.
Код объекта в государственном водном реестре — 01040100111102000016788.